# Konjkovsko
Konjkovsko is een plaats in de gemeente Karlovac in de Kroatische provincie Karlovac. De plaats telt 5 inwoners (2001).